# SM14
SM14 é uma proteína essencial para a sobrevivência do parasita que causa a esquistossomose. Foi isolada a partir da técnica da cientista Mirian Tendler e é propriedade intelectual da Fundação Oswaldo Cruz. A proteína faz parte das fatty acid-binding proteins (proteínas ligadoras de ácidos graxos).
Está em em fase final de testes pela Fiocruz uma vacina para a esquistossomose.